# Teng Yu-hsien
Teng Yu-hsien (chinois traditionnel : 鄧雨賢 ; pe̍h-ōe-jī : Tēng Ú-hiân, né le 21 juillet 1906 et décédé le 11 juin 1944) est un musicien hakka taïwanais. Il est connu pour avoir composé de nombreuses chansons célèbres en taïwanais. Teng s'est donné un nom de plume de style japonais, Karasaki Yau (唐崎夜雨), et un nom officiel, Higashida Gyōu (東田曉雨). Teng est considéré comme le père des chansons folkloriques taïwanaises,.

## Biographie
Teng Yu-hsien naît à Ryūtan, Tōshien Chō (actuel Longtan, Taoyuan) à Taïwan sous domination japonaise. Il émigre à Daitotei (Twatutia) avec sa famille à l'âge de trois ans. En 1914, Teng entre à l'école publique de Bangka (艋舺公學校). Il obtient son diplôme en 1920 et entre ensuite à l'école normale de Taihoku (l'actuelle université nationale d'éducation de Taipei). En 1925, il obtient son diplôme, et devient enseignant à l'école publique de Nishin (日新公學校). Après avoir épousé Chung You-mei (鍾有妹) en 1926, il quitte son poste d'enseignant et se rend au Japon pour étudier la théorie de la composition à l'Académie de musique de Tokyo.
Teng revient à Taïwan en 1930, puis travaille comme traducteur au tribunal du district de Taichū. En 1932, il est invité par Wen-sheng Records (文聲唱片) à composer la Marche de Daitotei (Dà dào chéng xíngjìn qū, 大稻埕行進曲), une chanson populaire japonaise que l'on croyait perdue, jusqu'à ce qu'elle soit redécouverte par un collectionneur en 2007. Plus tard, il s'intéresse à Columbia Records, un des premiers labels discographiques à Taïwan, et est invité par Tan Kun-giok, un auteur-compositeur qui fait partie de l'équipe de Columbia Records. En 1933, Teng compose plusieurs chansons taïwanaises  bien connues, telles que Bāng Chhun-hong (望春風) et Goat Ia Chhiu (月夜愁).
En 1939, la guerre du Pacifique s'intensifie et Teng démissionne de son poste et s'enfuit avec sa famille dans le village de Kyūrin, de la préfecture de Shinchiku (actuel Qionglin, Hsinchu), puis devient enseignant à l'école publique de Kyūrin (芎林公學校). Son état de santé se dégrade progressivement à cette époque, mais il continue à composer quelques chansons en japonais. À cette époque, Teng adopte deux noms japonais : Karasaki Yosame et Higashida Gyōu. 
Le 11 juin 1944, il décède d'une maladie pulmonaire et d'un trouble cardiaque. L'astéroïde (255989) Dengyushian, découvert par les astronomes taïwanais Chi-Sheng Lin et Ye Quan-Zhi en 2006, est nommé en son honneur. La citation officielle du nom est publiée par le Minor Planet Center le 12 octobre 2011 (M.P.C. 76677). 

## Discographie notable
- 1932 : 大稻埕行進曲 (litt. : Marche de Daitotei)
- 1932 : 一個紅蛋 (litt. : Un œuf rouge)
- 1932 : 望春風 / Bāng Chhun-hong (réécrit sous le titre 大地は招く par l'armée japonaise[4])
- 1933 : 月夜愁 / Go̍at Iā Chhiû, Chou Tien-wang (周添旺) (version en mandarin : 情人再見) (écrit sous le titre The Soldier's Wife par l'armée japonaise[4]).
- 1933 : 跳舞時代
- 1933 : 橋上美人
- 1934 : 雨夜花 / Ú Iā Ho (réécrit sous le titre The Honorable Soldier par l'armée japonaise[4]).
- 1934 : 春宵吟 (par Chou Tien-wang)